# Lucie Charles-Alfred
 (novembre 2024).
Lucie Charles-Alfred est une actrice française née le 19 avril 2004.
Elle est notamment connue pour interpréter d'abord le rôle de Emma, une jeune fille de 17 ans, placée dans une maison dédiée à la prise en charge temporaire des mineurs en situation précaire, dans le film Placés.

## Biographie
Lucie Charles-Alfred est une actrice française qui se distingue par son interprétation dans le film Placés, produit par Nessim Chikhaoui. Originaire de banlieue parisienne, elle développe son intérêt pour la comédie au lycée hors-contrat Saint John Perse, où elle poursuit une formation en audiovisuel et en cinéma. C'est dans ce contexte qu'elle fait la connaissance de Stéphane Maître, son professeur et futur agent, qui lui incite à postuler pour différents projets. C’est clair, pour elle, elle doit continuer dans cette voie. Lucie Charles-Alfred fait du théâtre au cours Florent.
Elle a marqué son premier passage dans le film Compagnons de François Favrat, bien qu'elle ait échoué pour le poste en raison de limitations d'âge. Toutefois, ce moment crucial lui permet d'accéder au milieu et elle poursuit les auditions, marquent ses premiers pas vers le cinéma.
Elle obtient son premier rôle principal dans le film Placés en 2021, dans lequel elle joue le rôle d'Emma, une adolescente placée en foyer. Ce personnage complexe, en révolte contre un futur incertain, trouve particulièrement son écho chez Lucie, qui se sent liée à la vitalité d'Emma.
Suite à Placés, Lucie Charles-Alfred poursuit son parcours professionnel : elle participe à La Traversée de Varante Soudjian, une comédie en duo avec Alban Ivanov et Lucien Jean-Baptiste.
Lucie, en parallèle de son rôle d'actrice, passe son baccalauréat et se voit inscrire en licence d'histoire à la Sorbonne, bien qu'elle ne puisse pas continuer ce parcours.
En 2023, elle retrouve Nessim Chikhaoui dans le film de longue durée Petites Mains, où elle collabore avec Corinne Masiero. Le film, qui se base sur des faits réels tel que le combat des femmes de chambre du palace Ibis Batignolles et le combat mené par la députée Rachel Keke, souligne les conditions de travail fréquemment négligées de ces dernières. Lucie, qui a effectué une formation en immersion dans l'hôtel qui accueille le tournage, Le Bristol, pour se préparer pour son poste, représente fidèlement le quotidien éprouvant de ces femmes. Enracinée et attentive aux problématiques sociales, elle manifeste son désir de participer à un film bénéfique et transmissif.

## Filmographie

### Cinéma

#### Longs métrages
- 2022 : La Traversée de Varante Soudjian, dans le rôle de Léa
- 2022 : Placés de Nessim Chikhaoui, dans le rôle de Emma
- 2023 : Petites de Julie Lerat-Gersant et François Roy (III), dans le rôle de Alison
- 2024 : Petites mains de Nessim Chikhaoui, dans le rôle de Eva
- 2024 : Furieuses de Thomas Vernay, dans le rôle de Ashley
- 2024 : Challenger de Varante Soudjian, dans le rôle de la belle-sœur de Luka

### Télévision

#### Téléfilm
- 2021 : Les Héritières de Nolwenn Lemesle, dans le rôle de Yvana

#### Séries télévisées
- 2023 : Sambre (mini-série télévisée) de Jean-Xavier de Lestrade, dans le rôle de Jennifer
- 2024 : Broute 24 (mini-série télévisée) de Bertrand Usclat, dans le rôle de la babysitter